# Awraham Stern
Awraham Stern, Abraham Stern (hebr. אברהם שטרן), ps. Ja’ir (hebr. ‏יאיר‎) (ur. 23 grudnia 1907 w Suwałkach, zm. 12 grudnia 1942 w Tel Awiwie) – żydowski poeta, członek Hagany oraz Irgunu, założyciel i przywódca radykalnej żydowskiej, podziemnej, paramilitarnej organizacji stosującej metody terrorystyczne – Lechi, znanej również jako „Banda Sterna” lub „Gang Sterna” (ang. Stern Gang).
W Irgunie zaangażowany był w działalność szkoleniową, a także w nawiązywanie kontaktów z rządem II Rzeczypospolitej Polskiej w celu przeprowadzania szkoleń przez Wojsko Polskie i nabywania broni dla organizacji. Uważał Wielką Brytanię za wroga narodu żydowskiego i syjonizmu, uważał, że poparcia dla utworzenia państwa żydowskiego powinno szukać się wśród państw będących wrogami Brytyjczyków. Poglądy te doprowadziły do podziałów w Irgunie i ostatecznego wystąpienia Sterna z organizacji. Był inicjatorem rozmów z władzami III Rzeszy na temat potencjalnego sojuszu.
Został zastrzelony 12 grudnia 1942 roku w Tel Awiwie przez policję brytyjską.

## Życiorys

### Młodość
Urodził się 23 grudnia 1907 roku w Suwałkach w rodzinie Lei (z domu Groszkin) i Mordechaja Sternów. Miał młodszego brata Dawida. Ojciec był dentystą, a matka położną.
W 1915 roku po wkroczeniu do miasta Armii Cesarstwa Niemieckiego wszyscy Żydzi zostali wygnani z miasta. Ojciec Awrahama z racji tego, iż był chory, został wysłany do szpitala w Królewcu, a następnie wywieziony do obozu jenieckiego w Niemczech. Lea wyjechała z dziećmi najpierw do rodziny swojego ojca do Wiłkomierza, a następnie wraz z siostrą w rejon Sarańska . Awraham rozpoczął naukę w rosyjskim gimnazjum w Sarańsku i kontynuował ją mimo powrotu matki i brata do Suwałk w październiku 1918 roku. Latem 1921 roku, w wieku 14 lat, również powrócił do domu rodzinnego. Podjął naukę niemieckiego, hebrajskiego, łaciny i polskiego, co ułatwiło mu zdanie egzaminów wstępnych do lokalnego gimnazjum hebrajskiego . Interesował się teatrem i poezją, a także zaangażował się w działalność komórki Ha-Szomer Ha-Ca’ir w Suwałkach. W 1924 roku gimnazjum, w którym się uczył, zostało rozwiązane. Rodzice, chcąc, aby kontynuował naukę, zapisali go do gimnazjum hebrajskiego w Jerozolimie.

### Nauka i wstąpienie do podziemia

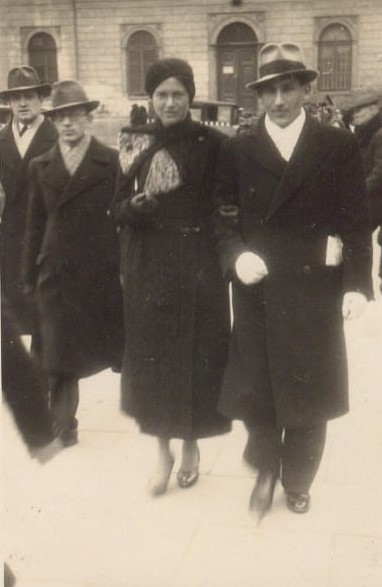
Roni i Awraham w Warszawie (lata 30. XX w.)

W 1925 roku wyemigrował do Palestyny, gdzie najpierw ukończył z wyróżnieniem gimnazjum, a następnie podjął studia na Uniwersytecie Hebrajskim, specjalizując się w literaturze hebrajskiej, kulturach greckiej i rzymskiej oraz historii Żydów. W trakcie studiów utrzymywał się z udzielania prywatnych korepetycji. Wstąpił do powiązanej z ruchem rewizjonistycznym studenckiej organizacji El-Al, gdzie zaprzyjaźnił się z Dawidem Razi’elem, a także z grupą znajomych wydawał czasopismo „Ha-Mecuda” (hebr. המצודה, dosł. Twierdza). Na uniwersytecie poznał także swoją przyszłą żonę Roni Borsztejn .
Podczas rozruchów arabskich w 1929 roku wstąpił do jerozolimskiego oddziału Hagany i wraz z Razi’elem służył pod rozkazami Awrahama Tehomiego . Po rozłamie w Haganie i powstaniu Hagany Bet dołączył do tej drugiej organizacji. W 1932 roku ukończył kurs dla podporuczników .

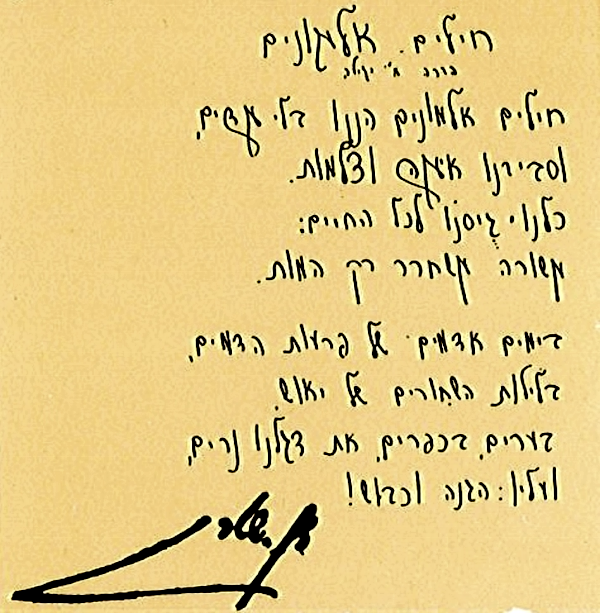
Wiersz Chajalim almonim

W 1933 roku ukończył studia magisterskie z wyróżnieniem oraz uzyskał stypendium na rozpoczęcie studiów doktoranckich we Florencji. W tym samym roku wyjechał do Włoch z zamiarem napisania pracy pt. „Narzeczona w literaturze starożytnej Grecji”. Podczas studiów, w latach 1932–1934 napisał 45 wierszy. Wówczas też powstał jego najbardziej znany wiersz pt. Chajalim almonim (hebr. חיילים אלמונים, dosł. Anonimowi żołnierze lub Nieznani żołnierze), który później stał się hymnem Irgunu, a następnie Lechi , a także sygnałem nadawanego przez Lechi radia Głos Hebrajskiego Podziemia (hebr. קול המחתרת העברית, Kol ha-Machteret ha-Iwrit) . W 1934 roku zrezygnował ze studiów na prośbę Tehomiego, który powierzył mu zadanie organizacji zakupu broni w Polsce i jej transportu do Palestyny .
31 stycznia 1936 roku poślubił Roni i zamieszkali w Tel Awiwie. W 1937 roku wydał razem z Razi’elem podręcznik szkolenia Ha-Ekdach (hebr. האקדח, dosł. Pistolet). W 1937 roku po rozłamie w Haganie Bet i powrocie Tehomiego do Hagany został mianowany sekretarzem w sztabie organizacji już pod nazwą Irgun. Pełnił również funkcję tłumacza nowego dowódcy Ecelu Roberta Bitkera, który nie znał hebrajskiego.

### Działalność w Polsce
W okresie od lutego 1938 roku do maja 1939 roku przebywał w Polsce w roli wysłannika dowództwa Irgunu. Jego zadaniem było uzyskanie pomocy wojskowej od polskiego rządu, która miała obejmować przede wszystkim zakup broni i organizację szkoleń dla członków Ecelu. W maju 1938 roku podpisał z polskim Konsulem Generalnym RP w Jerozolimie Witoldem Hulanickim umowę dotyczącą przeszkolenia wojskowego bojowników Irgunu w Polsce. W tym samym czasie podjął się organizacji komórek Ecelu w Polsce i przy pomocy Natana Jelina-Mora, Awrahama Ampera i Szemu’ela Merlina rekrutował w struktury organizacji młodych członków Bejtaru, co z czasem doprowadziło do sytuacji, w której każdy członek Bejtaru stawał się członkiem Ecelu. Stanowiło to pogwałcenie ugody paryskiej, jaką zawarł z Razi’elem Ze’ew Żabotyński . Wstępujący do Irgunu mieli przysięgać wierność jedynie organizacji, a nie przywódcy rewizjonistów. Uważał, że wierność idei jest ważniejsza niż wierność liderowi politycznemu. Z jego pobytem w Polsce związane jest rozpoczęcie wydawania dwóch gazet powiązanych z Ecelem w Polsce: wydawanej w jidysz „Di Tat” (jid. די טאט) oraz polskojęzycznej „Jerozolimy Wyzwolonej” . Nawiązał również kontakty ze środowiskiem skupionym wokół Alicji i Henryka Strasmanów, którzy pomogli mu w negocjacjach z polskimi władzami .
6 marca 1939 roku zwołał w Warszawie konferencję prasową z udziałem Jelina-Mora, Merlina i Alicji Strasman, na której ogłoszono, że: arabskie powstanie w Palestynie powinno spotkać się z działaniami odwetowymi, należy zwiększać liczbę żydowskich imigrantów w Palestynie, z imigrantów trzeba utworzyć wyszkoloną rezerwę do walki w Palestynie, sojuszników dla państwa żydowskiego należy szukać wśród wszystkich państw, których interesy zbiegają się pośrednio lub bezpośrednio z calami Irgunu.
Po aresztowaniu Razi’ela 25 maja 1939 roku został wezwany przez Chanocha Kala’ia do powrotu do Palestyny i zajęcia miejsca w sztabie Ecelu . 31 sierpnia, podczas specjalnego spotkania sztabu Irgunu w Tel Awiwie, został zatrzymany przez brytyjską policję wraz z pozostałymi członkami.

### II wojna światowa i stosunek do Wielkiej Brytanii
Wraz z wybuchem II wojny światowej i kontynuacją agresji arabskiej w Palestynie uważał poparcie Żabotyńskiego i Razi’ela dla Brytyjczyków za bezzasadne. Według niego interesy Żydów i Brytyjczyków rozmijały się. Wielka Brytania walczyła w wojnie nie dla Żydów, a w obronie swojej pozycji na arenie międzynarodowej. Oskarżał Brytyjczyków o to, iż pomimo walki z III Rzeszą uniemożliwiają żydowskim imigrantom ucieczkę z Europy i dostanie się do Palestyny. Nie zgadzał się z Razi’elem, że Brytyjczycy byli sojusznikiem strategicznym. Uważał, że tak samo jak syjoniści zabiegali o wsparcie dla swoich idei w Niemczech i Turcji, tak w trakcie II wojny powinni nawiązać kontakty z państwami Osi. Brytyjczyków postrzegał jako przyszłe zagrożenie dla państwa żydowskiego i dlatego należało o tym zapewnić III Rzeszę, co mogłoby zmniejszyć straty wśród ludności żydowskiej w Europie. Twierdził również, że Żydzi, jak i Niemcy, powinni całkowicie poświęcić się sprawie i walce o najwyższe cele. To według niego doprowadziło do zwycięstw armii niemieckiej w Europie.

### Rozłam w Irgunie

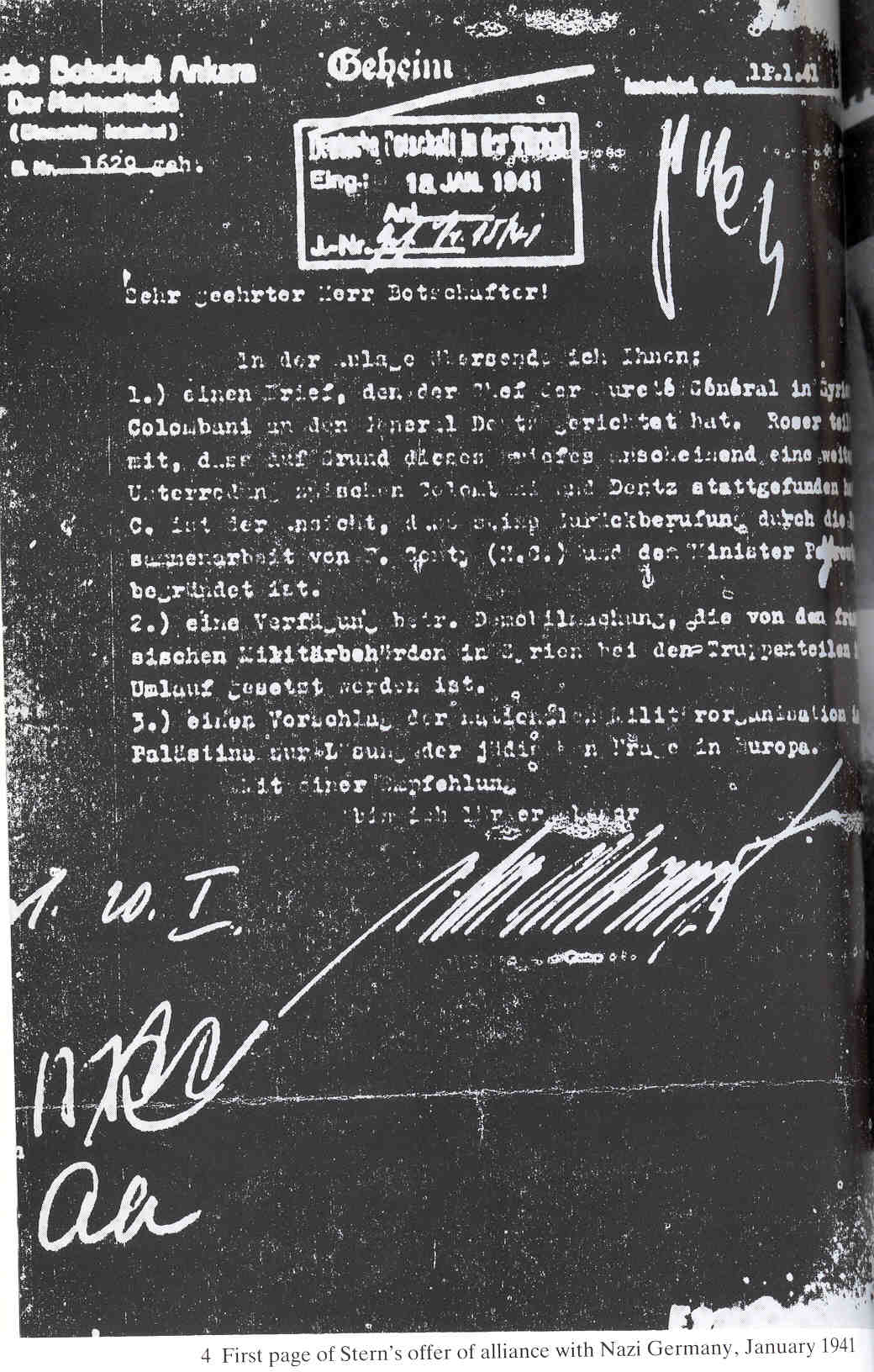
Pierwsza strona listu wysłanego przez Abrahama Sterna do ambasady III Rzeszy w Bejrucie

Został wypuszczony z więzienia 18 czerwca 1940 roku wraz z innymi członkami sztabu na mocy porozumienia podpisanego przez Razi’ela z Brytyjczykami o wstrzymaniu ataków na siły brytyjskie, co doprowadziło do pogłębienia się konfliktu na tle personalnym i ideologicznym w Irgunie. 19 czerwca Razi’el przekazał mu dowodzenie Irgunem, co z kolei doprowadziło do protestów ze strony działaczy Bejtaru i Unii Syjonistów Rewizjonistów. 26 czerwca opublikował komunikat, w którym ogłosił, że celem Irgunu będzie utworzenie Królestwa Izraela poprzez użycie siły w jego historycznych granicach. W związku z dalszymi protestami rewizjonistów Stern został zwolniony przez Żabotyńskiego ze stanowiska 28 lipca.
W tym samym roku wystąpił z Irgunu, tworząc organizację o nazwie Irgun Cwa’i Le’umi bi-Jisra’el (hebr. אירגון צבאי לאומי בישראל), która dopiero po jego śmierci zmieniła nazwę na Lechi. Brytyjczycy z kolei nazwali ją „Bandą Sterna” lub „Gangiem Sterna” (ang. Stern Gang) ze względu na stosowanie metod terrorystycznych.
15 października 1940 roku zainicjował spotkanie z Jicchakiem Sade z Hagany w celu koordynacji działań w obliczu klęsk Aliantów, sukcesów zbrojnych III Rzeszy i przystąpienia Włoch do wojny po stronie niemieckiej. Propozycja ta została odrzucona . W związku z tym w 1941 roku spróbował porozumieć się z rządem III Rzeszy. Zaoferował, że w zamian za skierowanie Żydów do Palestyny i uznanie postulatów żydowskiego ruchu narodowego weźmie udział w wojnie po stronie III Rzeszy. Shindler podaje, że w tym czasie Stern postrzegał Adolfa Hitlera nie jako mordercę Żydów, a jedynie jako prześladowcę. Nie dostrzegał jednak, iż naziści byli wrogo nastawieni do Żydów per se. Pod koniec 1941 roku, na fali postępów Afrika Korps w Afryce Północnej, podjął drugą próbę kontaktu z Niemcami. W obu przypadkach nie odnotowano żadnej odpowiedzi. Jego antybrytyjskie nastawienie oraz fascynacja postępami militarnymi państw Osi sprawiły, że „Ha-Arec” okrzyknęła go mianem quislingowca.
12 grudnia 1942 podczas obławy organizowanej przez brytyjską policję w Tel Awiwie został zastrzelony.

## Życie prywatne
Miał żonę Roni (z domu Borsztejn), która po jego śmierci urodziła syna Awrahama Ja’ira.

## Upamiętnienie

Znaczek ze Sternem autorstwa Cwiego Narkisa

W 1981 założono miasto Kochaw Ja’ir (hebr. ‏כוכב יאיר‎, dosł. Gwiazda Ja’ira), którego nazwa pochodzi od pseudonimu Sterna.
W Suwałkach na domu, w którym się urodził przy skrzyżowaniu ulic Kościuszki i Waryńskiego, znajduje się tablica upamiętniająca miejsce jego urodzenia.